# Mindre aspvedbock
Mindre aspvedbock (Saperda populnea) är en skalbagge i familjen långhorningar. Den är 9 till 15 millimeter lång. 